# Tegne- og Kunstindustriskolen for Kvinder
Tegneskolen for Kvinder blev oprettet 1876. Tegneskolen havde adresse på H.C. Andersens Boulevard (opr. Vestre Boulevard) fra 1881 til 1967. Skolen blev tegnet af arkitekten Vilhelm Klein og opført 1880-81. Den var et initiativer, der skulle skaffe kvinder bedre uddannelsesmuligheder. Tegneskolen lærte kvinder kunsthåndværk og grafiske fag. Da kvinder i slutningen af 1800-tallet ikke kunne søge ind på tekniske skoler, kunne de her få en uddannelse. Dansk Kvindesamfund arbejdede for at få kvinder optaget på Kunstakademiet, og da det lykkedes i 1888, blev tegneskolen anerkendt som forskole til Kunstakademiets Kunstskole for Kvinder. Skolen blev i 1967 lagt sammen med Kunsthåndværkerskolen som Skolen for Brugskunst, senere Danmarks Designskole. Bygningen er i dag fredet.
Charlotte Klein (født Schrøder og gift med Vilhelm Klein) var Tegneskolen for Kvinders første forstander.
En mindre flatterende fremstilling af Vilhelm Kleins rolle ved udvikling af kvinders uddannelsesmuligheder kan læses i beretningen om maleren Johanne Krebs' kamp for lige adgang til optagelse ved akademiets kunstuddannelse.
Skolens officielle navn fra dens begyndelse i 1876 var Tegneskolen for Kvinder, som det bl.a. fremgår af indskriften øverst på bygningens facade. I 1889 skiftede institutionen navn til Tegne- og Kunstindustriskolen for Kvinder på foranledning af Folketinget og Indenrigsministeriet for officielt at markere, "...at Skolen vedkjender sig en anden Opgave end Kunstakademiets Skole for Kvinder..."